# 自転車の安全利用の促進及び自転車等の駐車対策の総合的推進に関する法律
自転車の安全利用の促進及び自転車等の駐車対策の総合的推進に関する法律（じてんしゃのあんぜんりようのそくしんおよびじてんしゃとうのちゅうしゃたいさくのそうごうてきすいしんにかんするほうりつ、昭和55年11月25日法律第87号）は、自転車の安全な利用・駐輪対策に関する日本の法律である。1994年の改正の際に現在の題名になった。1980年の公布時の題名は、「自転車の安全利用の促進及び自転車駐車場の整備に関する法律」といい、現行法を「改正自転車法」と呼ぶのに対して旧自転車法とも呼ばれる。
1980年（昭和55年）11月25日に公布された。
自転車に係る道路交通環境の整備および交通安全活動の推進、自転車の安全性の確保、自転車等の駐車対策の総合的推進等に関し必要な措置を定め、もって自転車の交通に係る事故の防止と交通の円滑化ならびに駅前広場等の良好な環境の確保およびその機能の低下の防止を図り、あわせて自転車等の利用者の利便の増進に資することを目的としている。
名称の上では「自転車の安全利用の促進」を謳っているものの、実質上駐輪問題対策を主眼としている。この法律は、自転車の駐輪について市町村が管轄する根拠となっている。
自転車月間は、1981年5月に旧法が施行されたことを記念して定められた。

## 構成
- 第1条 目的
- 第2条 定義
- 第3条 国及び地方公共団体の責務
- 第4条 良好な自転車交通網の形成
- 第5条・第6条 自転車等の駐車対策の総合的推進
- 第7条 総合計画
- 第8条 自転車等駐車対策協議会
- 第9条 自転車等駐車場の構造及び設備の基準
- 第10条 都市計画等における配慮
- 第11条 交通安全活動の推進
- 第12条 自転車等の利用者の責務
  1. 自転車を利用する者は、道路交通法 その他の法令を遵守する等により歩行者に危害を及ぼさないようにする等自転車の安全な利用に努めなければならない。
  2. 自転車等を利用する者は、自転車等駐車場以外の場所に自転車等を放置することのないように努めなければならない。
  3. 自転車を利用する者は、その利用する自転車について、国家公安委員会規則で定めるところにより都道府県公安委員会が指定する者の行う防犯登録を受けなければならない。
- 第13条 自転車の安全性の確保
- 第14条 自転車製造業者等の責務
- 第15条 国の助成措置等
- 附則